# Рухотин
Ру́хотин (укр. Рухотин) — село в Клишковецкой сельской общине Днестровского района Черновицкой области Украины.
До 2020 года входило в Хотинский район
Население по переписи 2001 года составляло 414 человека. Почтовый индекс — 60012. Телефонный код — 3731. Код КОАТУУ — 7325088001.